# Pampa curvipennis
Pampa curvipennis là một loài chim trong họ Trochilidae.